# BOSS
Boss ist ein Markenname der Roland Corporation. Die Produktpalette umfasst Gitarreneffektpedale für E-Gitarren und E-Bässe, Effektgeräte, Rhythmuscomputer, Audiorekorder, Stimmgeräte und weitere elektronische Geräte für Musiker.
Die Firma Roland Corporation brachte zeitweise hauptsächlich abgespeckte und preiswertere Varianten ihrer High-End-Produkte unter den Markennamen Boss heraus. Mittlerweile gilt Boss aber als eine der weltweit führenden Marken für Effektpedale und genießt einen guten Ruf bei E-Gitarristen.

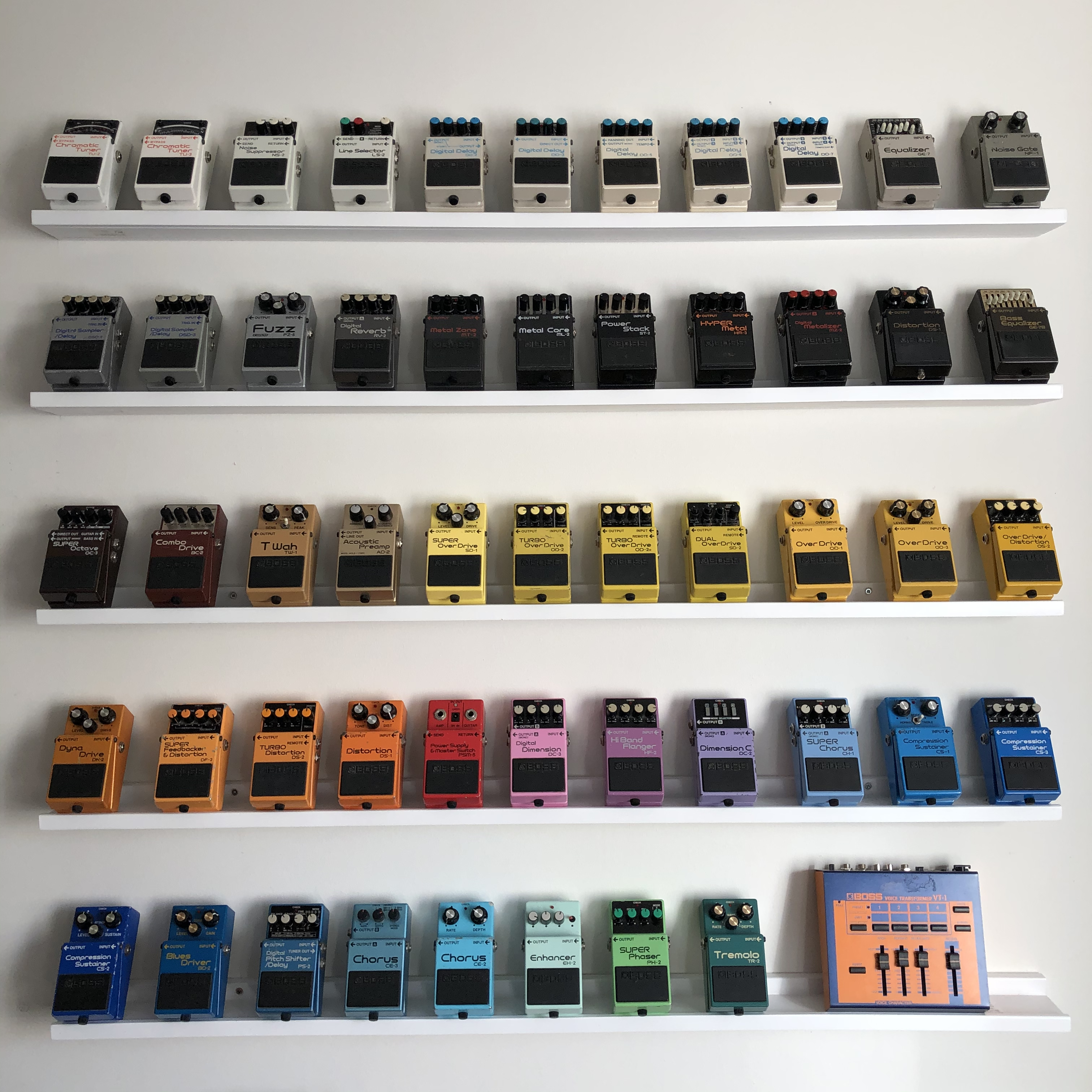
BOSS Effektpedale

## Geschichte
Das erste Produkt unter dem Markennamen Boss wurde 1974 vorgestellt. Es handelte sich um den B-100 „The Boss“, einen Vorverstärker für akustische Gitarren. Er wurde von der Firma Beckmen Musical Instruments hergestellt. Das erste eigenständige Produkt war das Chorus-Pedal CE-1 (Chorus-Ensemble). Es wurde 1976 vorgestellt und war aus der Chorus-Einheit des Roland-Verstärkers JC-120 entlehnt.

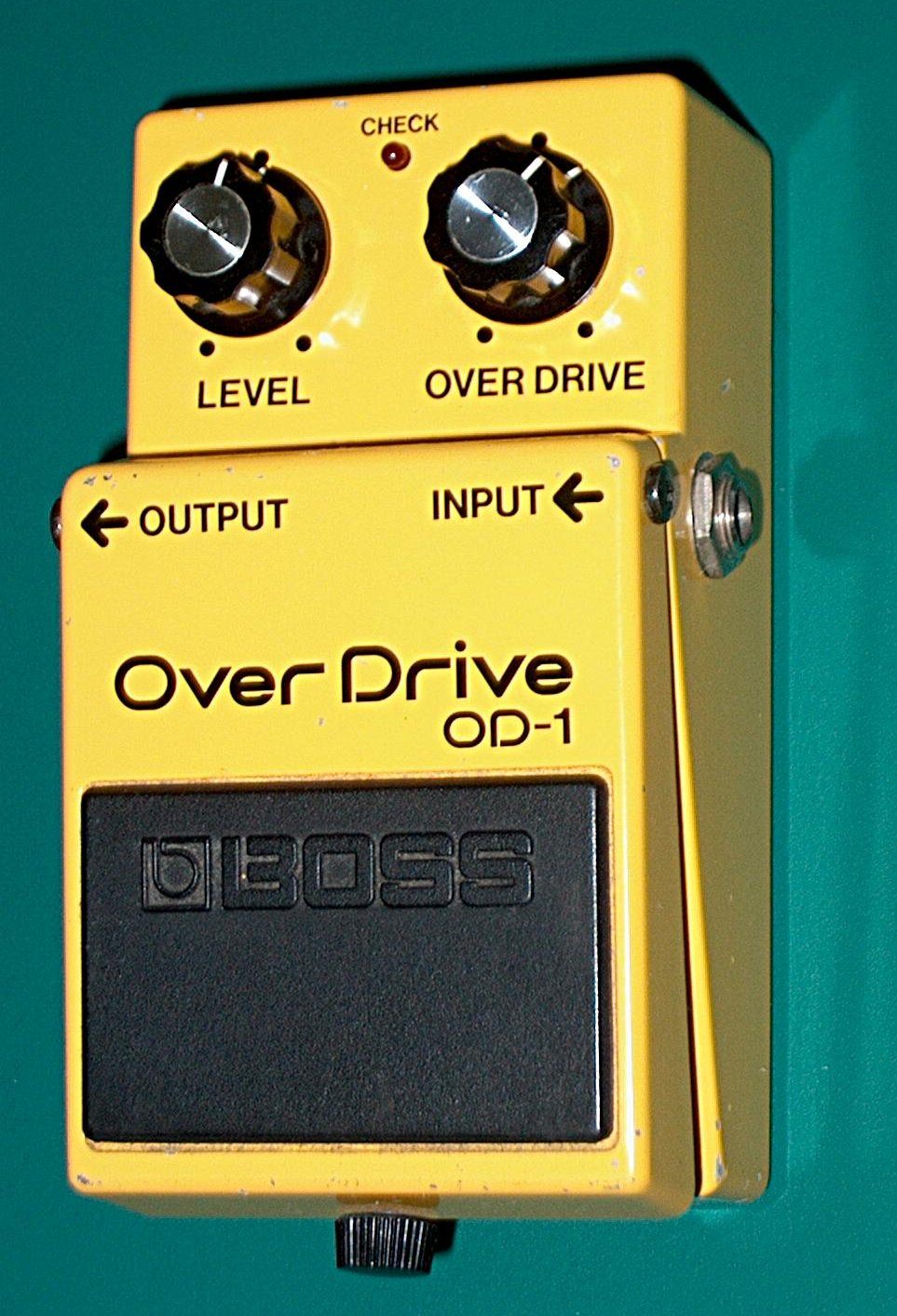
Boss OD-1: Overdrivepedal im typischen Metallgehäuse

Durch den Erfolg dieses Gerätes (zum Beispiel Andy Summers von The Police benutzte es) entschloss man sich, eine Reihe weiterer Bodeneffektgeräte herzustellen, um eine ganze Produktreihe zu schaffen. Diese Reihe enthielt das bekannte Overdrive-Pedal (OD-1), einen Phaser (PH-1) und den parametrischen Equalizer (SP-1). Im folgenden Jahr kam das berühmte DS-1 Distortion, der Chorus (CE-2) und das Touch Wah (TW-1) dazu. Komplettiert wurde die Serie im Laufe der nächsten Jahre durch den Flanger (BF-2), das Digital Delay (DD-2), das Turbo Distortion (DS-2), das Metal Zone (MT-2) und den Heavy Metal Verzerrer (HM-2). Spezielle Effektgeräte für Bassspieler werden mit einem „B“ am Ende der Produktbezeichnung gekennzeichnet.
1988 brachte Boss das erste Multieffektgerät mit allen wichtigen Effekten in einem einzigen Pedalboard-artigen Gehäuse auf den Markt (ME-5). In diesen Geräten verarbeitete man auch die von Roland entwickelte COSM-Technik (Composite Object Sound Modelling), mit der Effekte, insbesondere die Nachbildung von Verstärkertypen, digital realisiert werden können (Modelling).
Während die frühen Geräte in Japan gebaut wurde, verlegte man die Produktion später nach Taiwan, um Kosten zu sparen. Das bekannte Design wurde aber (mit leichten Änderungen) beibehalten.
Viele der frühen Effektgeräte der Marke Boss haben sich heute zu Sammlerstücken entwickelt. Da der Vintage-Sound sich immer größerer Beliebtheit erfreut, ist auch damit zu rechnen, dass sich dieser Trend fortsetzt. Mittlerweile werden einige klassische Produkte von der Firma selbst neu aufgelegt, wie das Set aus PH-1, OD-1 und SP-1 zum 40. Firmenjubiläum oder die Sonderserie „Waza-Craft“.

## Effektgeräte

### Multieffektgeräte
Unter dem Markennamen Boss werden mehrere Multieffektgeräte für Gitarre und für Bass angeboten. Sie werden als Floorboard mit entsprechenden Fußschaltern geliefert. Einige Multieffektgeräte wurden speziell zum Üben konzipiert; an ihnen können sowohl Gitarre und Bass, als auch ein Mikrophon angeschlossen werden. Alle Geräte arbeiten mit der so genannten COSM-Technologie, bei der Amp-Modelle und Effekte digital nachgebildet werden.
Der Gitarren-Multieffekt GT-100, seinerzeit konzipiert als Oberklassegerät, stellt beispielsweise 26 Verstärker-Modelle mit zwei Kanälen, 22 Verzerrer-Pedale sowie 35 Effekte zur Verfügung. Diese lassen sich nach Wunsch zusammenstellen. 200 Werkseinstellungen sind fest gespeichert, weitere 200 eigene Programme sind speicherbar. Die Effekte können mithilfe von acht Reglern und einem Display eingestellt werden. Das Gerät verfügt über reichlich externe Anschlussmöglichkeiten Effekten, Gitarren und Verstärkern. Acht Fußtaster und ein Schwellerpedal ermöglichen die Bedienung des Gerätes per Fuß. 2018 stellte man mit dem GT-1000 den Nachfolger vor, der als erstes Gerät seiner Klasse einen Gitarren-Multi-Effekt-Prozessor mit 32-bit-AD/DA, 32-bit-Gleitkomma-Verarbeitung und 96-kHz-Sampling-Rate verwendet.
Das ME-70 wurde als Mittelklassemodell entworfen. Es verfügt über sechs verschiedene Amp-Modelle, die direkt per Regler beeinflusst werden können. Auch die vier zuschaltbaren Effekte haben eine eigene Bedienungssektion und können per Fußschalter ein- und ausgeschaltet werden. Auch das ME 70 verfügt über zahlreiche Anschlüsse, man kann zum Beispiel weitere Fußtaster anschließen, mit denen man ganze Effekt-Bänke umschalten kann. Für Einsteiger gibt es das ME-25 mit weniger Effekten, die aber dieselbe Qualität wie beim ME 70 haben. Auch ist die Bedienung wegen reduzierter Bedienelemente schwieriger.

### Stompboxen

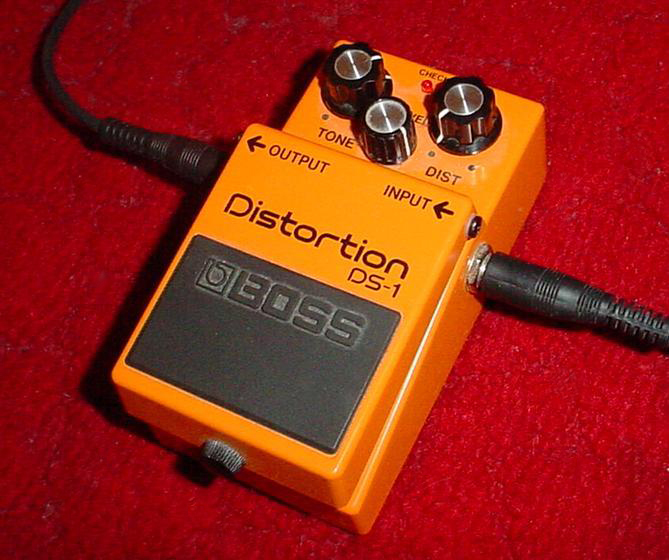
BOSS DS-1 Distortion

Die unter dem Namen Boss angebotenen Bodeneffektgeräte unterteilen sich in zwei Gruppen. Die normalen Stompboxen (wie im Bild rechts) haben einen Fußschalter, es gibt aber auch Twin-Stompboxen mit entsprechend zwei Fußschaltern und mehr Einstellmöglichkeiten. Bei den einfachen Stompboxen zählt der DS-1 Distortion zu den legendären Effekten. Seit 1978 im Programm, wurde und wird er noch heute von vielen namhaften Gitarristen wie Steve Vai, Mike Stern, Kurt Cobain und Joe Satriani genutzt. Ebenfalls zu den legendären Pedalen, allerdings nicht mehr erhältlich, zählt das OD-1 Overdrive (im Bild). Es wurde etwa von Richie Sambora von Bon Jovi verwendet. Das Pedal wurde vom SD-1 Super Overdrive ersetzt, das noch heute erhältlich ist und viele Fans hat. Die ersten WAZA Craft Pedale, die 2014 das Licht der Welt erblickten, waren der BD-2W WAZA Craft Custom Blues Driver, der SD-1W WAZA Craft Custom Super Overdrive und das DM-2W WAZA Craft Custom Delay Pedal.
Auswahl einiger Pedale der Compact-Serie: Verzerrer: SD-1, OD-3, OS-2 und DN-3 (Overdrive), DS-1, DS-2, MD-2, AD-2 (Distortion), ML-2, MT-2 (Metal), FZ-5 (Fuzz), FB-2 (Booster), BL-2, FBM-1 (Fender Bassman, 1959), FDR-1 (Fender Deluxe Reverb, 1965), BC-2 (britisch Combo), ST-2 (Marshall Stack) (Ampsimulation). Modulation: TR-2 (Tremolo), CH-1, CE-5 (Chorus), PH-3 (Phaser), BF-3 (Flanger), AW-3 (Auto-Wah), Delay und Hall: DD-7, DD-3, TE-2 (Digital-Delay), RV-6 (Digital Reverb), FRV-1 (’63er Fender Reverb) (Hall), sonstige: PS-6 (Pitch-Shifter), OC-3 (Octaver), CS-3 (Compressor), AC-3 (Akustik-Simulator), GE-1 (Equalizer), MO-2 (Oberton-Simulator), RC-3 (Looper), NS-2 (Noise Suppressor), TU-3 (Stimmgerät), LS-2 (Line Selector), Bass-Effekte: LMB-3 Bass-Enhancer/-Limiter, ODB-3 (Bass-Overdrive), GEB-7 (Bass-Equalizer), CEB-3 (Bass-Chorus) und SYB-5 (Bass-Synthesizer).
Auswahl einiger Pedale der Twin-Serie: DD-20 (Digital-Delay), RE-20 (Analog-Delay), RC-30 (Looper), RT-20 (Leslie), SL-20 (Slicer), unter der Marke Roland bei gleicher Bauweise: GR-D (Multi-Distortion), V-Guitar Space (Gitarren-Synthesizer).

### Effekte für Akustische Gitarren
Boss nutzt die Modelling-Technologie auch für Effekte für Akustikgitarren. So hat man zwei Multieffekte für akustische Gitarren im Programm, mit denen sich sonst für Akustikgitarren unübliche Sounds erreichen lassen. Das einfache Gerät AD-3 stellt beispielsweise einen Equalizer, Chorus und Hall bereit, während der hochwertigere AD-8 zusätzlich verschiedene Gitarrentypen, -saiten und -größen modelliert.

### Zubehör für Gitarren
Boss bietet eine ganze Reihe von verschiedenen Stimmgeräten für viele verschiedene Einsatzmöglichkeiten an. Die Palette reicht von einfachen Tunern für Gitarre bis zu komplexen Geräten für alle Anwendungen. Dazu gibt es Pedal-Cases für Stompboxen und Metronome. Auch stehen eine ganze Reihe von Loopern zur Verfügung, vom ganz einfachen Looper bis hin zu voll programmierbaren Mehrfach-Loopern. Weiterhin kann man eine ganze Reihe von Fußschaltern und -tastern sowie Fußschwellerpedale, die man an die Effektgeräte anschließen kann. 

### Effekte für Gesang
Unter dem Namen BOSS sind auch Multieffekte für Sänger auf dem Markt vertreten. Dieses so genannten Vocalisten gibt es in verschiedenen Formen. Die beliebteste Form ist auch hier ein Bodeneffekt, der mittels zwei Fußschaltern bedienbar ist und in der gleichen Form konstruiert wurde, wie die Twin-Pedale für Gitarreneffekte.

### Drumcomputer

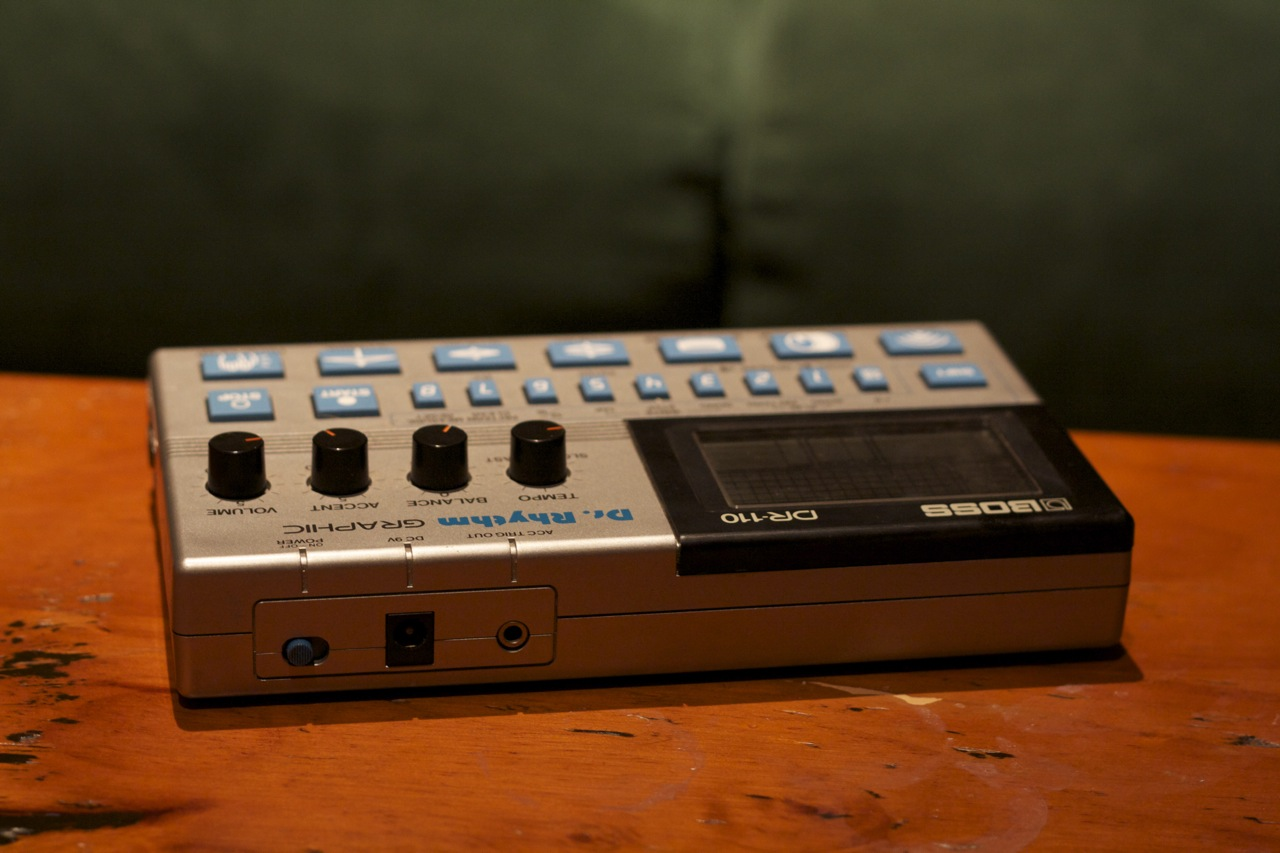
Boss-Drumcomputer DR-110 Dr. Rhythm

Vertrieb Roland seine berühmten analogen Drumcomputer unter dem eigenen Namen, so kam schon früh der kostengünstigere Boss DR-55 Dr. Rhythm hinzu, der große Popularität erlangte. Eine Zeit lang wurden alle Drumcomputer aus dem Hause Roland unter dem Markennamen Boss verkauft. Meist sind mehrere Typen gleichzeitig im Angebot: Ein einfacheres Gerät, wie der DR-3, der eher zum Üben gedacht ist und dafür viele verschiedene Rhythmen bereithält; sowie eines für den professionellen Bereich, beispielsweise der DR-880, mit denen man auch anspruchsvollere Schlagzeug- und Percussion-Spuren erstellen kann.

### Multitracker
Wer selber Demos seiner Songs erstellen will, dem bietet BOSS verschiedene Mehrspurrecorder, mit denen man seine Musikproduktion erstellen kann. Die beiden sehr einfachen Geräte Micro BR und BR-80 bieten vier bzw. acht Spuren und einige Möglichkeiten der Nachbearbeitung. Sie sind eher für das Festhalten von Ideen geeignet. Für anspruchsvollere Demos sind die Geräte BR-800, BR-1200CD und BR-1600CD mit 8, 12 bzw. 16 Spuren geeignet.